# FAS 60
FAS 60, offiziell Statement of Financial Accounting Standards No. 60, bezeichnet einen vom Financial Accounting Standards Board erlassenen Bilanzierungsstandard, der sich mit der Bilanzierung von Versicherungsverträgen beschäftigt. Dieser US-GAAP-Standard ist auch für nicht-US-amerikanische Versicherungsunternehmen interessant, sofern ihre Aktien an einer US-Börse notiert sind oder sie US-GAAP im Rahmen eines IFRS-Abschlusses nach IFRS 4 anwenden. Neben FAS 60 existieren im Wesentlichen zwei weitere Versicherungsstandards, FAS 97 und FAS 120.

## Hintergrund
Mit FAS 60 wurde im Juni 1982 erstmals ein eigener Standard für die Bilanzierung von Versicherungsverträgen erlassenen. Daher ist dieser Standard eher allgemein, während die später hinzugekommenen Standards FAS 97 und FAS 120 speziellere Themen bzw. Vertragsarten aufgreifen. Vereinzelt wird deswegen von den jüngeren Standards auf FAS 60 verwiesen und einzelne Vorgehensweisen, die dort nicht explizit erwähnt werden, werden im Allgemeinen nach dem älteren Standard befolgt.

## Rechnungsgrundlagen
Als Rechnungsgrundlagen werden nach FAS 60 der Rechnungszins, biometrische Rechnungsgrundlagen, Stornowahrscheinlichkeiten und die anfallenden Kosten berücksichtigt. Diese werden aus den in der Vergangenheit gemachten Erfahrungen als best estimate aktuariell geschätzt und mit Sicherheitszu- bzw. -abschlägen bedacht.

### Rechnungszins
Der verwendete Rechnungszins wird bei Vertragsabschluss als Nettoverzinsung der Kapitalanlagen des Versicherungsunternehmens abzüglich Sicherheitsmargen unter Berücksichtigung von Trends, Anlagemischung und -streuung sowie Restlaufzeiten geschätzt.

### Biometrie
Für die biometrische Rechnungsgrundlagen sind aktuelle Sterbe- und Invaliditätswahrscheinlichkeiten anzusetzen, wobei Selektionseffekte und Differenzierungsmerkmale wie Geschlecht oder Alter zu berücksichtigen sind. Möglichst sind unternehmenseigene Daten heranzuziehen, jedoch sind Branchentafeln zulässig.

### Storno
Gemäß FAS 60 ist Storno bei der Kalkulation explizit einzubeziehen. Auch hier sollten unternehmensindividuelle Erfahrungen einbezogen werden, aber es kann auch auf Branchendaten zurückgegriffen werden.

### Kosten
Bei der Berücksichtigung der Kosten in der Kalkulation sollen alle erkennbaren Entwicklungen über den Verlauf der Kosten einbezogen werden. Nach FAS 60 werden die entstehenden Kosten aufwandswirksam erfasst. Lediglich für die Abschlusskosten besteht die Möglichkeit der Aktivierung. Die aktivierten Abschlusskosten finden sich als DAC in der Bilanz wieder und werden über die Vertragslaufzeit getilgt. Bei der Berechnung des Postens müssen die Rechnungsgrundlagen der Deckungsrückstellung verwendet werden.

### Lock-in-Prinzip
Die gewählten Rechnungsgrundlagen werden festgeschrieben und sind grundsätzlich für die gesamte Laufzeit anzuwenden(lock-in-Prinzip). Jedoch muss regelmäßig überprüft werden, ob der Bruttobeitrag ausreichend bestimmt wurde, um zukünftige Leistungen erfüllen zu können (Loss-Recognition-Test). Dabei werden vom Barwert der zukünftigen Leistungen inklusive der Regulierungs- und sonstigen Kosten der Barwert der zukünftigen Bruttobeiträge und die um die DAC gekürzte Deckungsrückstellung abgezogen. Bei negativer Differenz ergibt sich kein Handlungsbedarf, ansonsten müssen die Rechnungsgrundlagen angepasst werden, was sowohl DAC als auch die Deckungsrückstellung betrifft. Bei der Anpassung werden in der Praxis in der Regel zunächst die DAC abgeschrieben werden, ehe sich darüber hinaus eine aufwandswirksame Erhöhung der Deckungsrückstellung ergibt.

## Prämien und Leistungen
Nach FAS 60 lässt sich die Bruttoprämie (gross premium) in einzelne Unterteile zergliedern. Dabei wird zwischen vier Teilen unterschieden:
- Nettoprämie – Anteil zur Deckung der Leistungen inkl. Regulierungskosten
- Tilgungsprämie – Anteil zur Tilgung der noch nicht getilgten Abschlusskosten (DAC)
- Kostenprämie – Anteil zur Deckung der übrigen Kosten (hauptsächlich Verwaltungskosten, laufende Abschlusskosten, Steuern etc.)
- Gewinnzuschlag

Zudem gibt es die Reserveprämie, die denjenigen Anteil angibt, mit dem die Deckungsrückstellung berechnet wird. Sie ergibt sich als Summe der Netto- und der Kostenprämie. Für die Kalkulation werden die Rechnungsgrundlagen der Deckungsrückstellung herangezogen.
Die Prämien werden bei Fälligkeit ergebniswirksam erfasst. In der Praxis werden in den USA auch Gewinnanteile zur Erhöhung der Versicherungsleistung, die aus der Gewinnbeteiligung resultieren, und verrentete Ansammlungsguthaben hinzugerechnet.

## Deckungsrückstellung
Zur Bestimmung der Deckungsrückstellung muss zunächst die Reserveprämie bestimmt werden. Diese ergibt sich aus der Bruttoprämie durch Multiplikation mit dem Verhältnis aus dem Barwert der künftigen Leistungen zuzügliche Barwert der künftigen übrigen Kosten und dem Barwert der künftigen Bruttoprämie. Neben der Reserveprämie ergeben sich auch die Tilgungsprämie und das Rohergebnis prämienproportional.
Die Deckungsrückstellung kann anschließend prospektiv als Differenz aus dem Barwert der künftigen Leistungen und dem Barwert der künftigen Reserveprämien errechnet werden, allerdings ist auch eine retrospektive Ermittlung möglich. Im Gegensatz zur deutschen Praxis ist die Deckungsrückstellung ungezillmert.